# Spectrum (Lied)
Spectrum  (englisch für „Spektrum“) ist ein Lied des deutsch-russischen EDM-Musikers Zedd, in Kooperation mit dem US-amerikanischen Sänger Matthew Koma. Das Stück ist die zweite Singleauskopplung aus seinem Debütalbum Clarity.

## Entstehung und Artwork
Geschrieben wurde das Lied von Matthew Koma und Anton Zaslavski (Zedd), letzterer produzierte die Single auch. Gemastert wurde die Single im Minneapoliser HM Mastering, unter der Leitung des US-Amerikaners Huntley Miller. Das Lied wurde unter dem Musiklabel Interscope Records veröffentlicht. Auf dem Cover der Maxi-Singles ist – neben Künstlernamen und Liedtitel – eine von oben dargestellte visuelle Pyramide zu sehen.

## Veröffentlichung und Promotion
Die Erstveröffentlichung von Spectrum erfolgte am 4. Juni 2012. Die Single ist nur zum Download und nicht als physischer Tonträger erhältlich. Die Maxi-Single ist als 2-Track-Single mit einer zusätzlichen Extended Version von Spectrum erhältlich. Zudem wurden regional verschiedene Remix-Singles und EPs zu Promotionzwecken veröffentlicht, die sich alle durch die Anzahl und der Auswahl ihrer B-Seiten unterscheiden.
Liveauftritte von Spectrum im Hörfunk oder Rundfunk blieben in Deutschland, Österreich und der Schweiz bis heute aus. Zedd spielte das Lied nur auf seinen Konzerten. In Deutschland wurde Spectrum für eine gewisse Zeit als Werbesong von ProSieben verwendet.
Remixversionen
- Spectrum (3LAU Remix)
- Spectrum (A-Trak & Clockwork Remix)
- Spectrum (Arty Remix)
- Spectrum (Congorock Remix)
- Spectrum (Culture Code Remix)
- Spectrum (Energy Syndicate Remix)
- Spectrum (Headhunterz Edit)
- Spectrum (KDrew Remix)
- Spectrum (Gregori Klosman & Tristan Garner Knights Remix)
- Spectrum (Deniz Koyu Remix)
- Spectrum (Shreddie Mercury Remix)
- Spectrum (Monsta Remix)
- Spectrum (Ruby the Martian Remix)
- Spectrum (Armin van Buuren Remix)

## Inhalt
Der Liedtext zu Spectrum ist in englischer Sprache verfasst, auf Deutsch übersetzt bedeutet der Titel so viel wie „Spektrum“. Die Musik und der Text wurden gemeinsam von Matthew Koma und Anton Zaslavski (Zedd) verfasst. Musikalisch bewegt sich das Lied im Bereich des Electro- und Progressive House.
| “We’ll run where lights won’t chase us, hide where love can save us, I will never let you go. Oh, oh.” – Refrain, Originalauszug | „Wir werden dorthin rennen, wo die Lichter uns nicht fangen werden; und verstecken uns, wo uns Liebe schützen kann, ich werde dich niemals gehen lassen. Oh, oh.“ – Refrain, Übersetzung |

## Musikvideo
Das Musikvideo zu Spectrum feierte seine Premiere am 15. August 2012 auf der Videoplattform YouTube. Zuvor waren bereits ein Lyrik- und ein Making-of-Video veröffentlicht worden. Regie führten Petro & Stars, Taryn Manning & Derek Magyar. Bis Februar 2025 zählte das Musikvideo über 41,7 Millionen Aufrufe bei YouTube.
Zedd sagte in einem Interview mit dem Rolling Stone folgendes zum Musikvideo:

“I wanted the video to capture the ever-changing energy and emotion of the song through real human feelings … It takes you on a journey through love, loss, contentment and anxiety. Musically, the chord progression I wrote captured the feeling and tension, unpredictability and the unknown. The video portrays this through a relationship between a man (human) and woman (alien) and the dynamics/excitement between the two of them.”

„Ich wollte, dass das Video die ständig verändernde Energie und Emotion des Liedes mit echten menschlichen Gefühlen einfangen … Es nimmt dich auf eine Reise mit Liebe, Verlust, Zufriedenheit und Angst. Musikalisch, die Akkordfolge die ich schrieb fängt die Gefühle aus Spannung, Unberechenbarkeit und dem Unbekannten ein. Das Video stellt dies durch eine Beziehung zwischen einem Mann (Mensch) und einer Frau (Alien) und der Dynamik/Erregung zwischen den Beiden da.“

## Mitwirkende
| Liedproduktion - Matthew Koma: Gesang, Komponist, Liedtexter - Huntley Miller: Mastering - Zedd: Komponist, Liedtexter, Musikproduzent Unternehmen - HM Mastering: Mastering - Interscope Records: Musiklabel | Musikvideo - Derek Magyar: Regisseur - Taryn Manning: Regisseur - Petro & Stars: Regisseur |

## Rezensionen
Der Titel bekam überwiegend positive Kritik. Ein Autor von EDMInsider bezeichnet ihn als eine zufriedenstellende Veröffentlichung mit einer festen Struktur und einem soliden „Build-up“ sowie „Drop“. Zaslavski würde schnell zu einem der wichtigsten Vertreter der Stilrichtung Electronic Dance Music werden. Laut John von this is FANATICAL ist Spectrum einer von Zedds ruhigeren Songs, jedoch trotzdem ein toller Track. Neben Zedds Produktions-Qualität würden die Vocals von Koma gut passen.

## Kommerzieller Erfolg

### Chartplatzierungen
Spectrum erreichte in Deutschland Rang 80 der Singlecharts und konnte sich eine Woche in den Charts platzieren. In Österreich erreichte die Single in zehn Chartwochen mit Rabg 30 seine höchste Chartnotierung. Des Weiteren erreichte Spectrum Platz eins der US-amerikanischen Hot-Dance-Club-Songs, wo die Single am Ende des Jahres ebenfalls Rang eins der Jahrescharts belegte. Für Matthew Koma und Zedd sind es die ersten Charterfolge in Deutschland und Österreich.
| ChartsChartplatzierungen | Höchstplatzierung | Wochen |
| ------------------------ | ----------------- | ------ |
| Deutschland (GfK)        | 80 (1 Wo.)        | 1      |
| Österreich (Ö3)          | 30 (10 Wo.)       | 10     |

### Auszeichnungen für Musikverkäufe
Am 24. Mai 2022 wurde Spectrum in den Vereinigten Staaten mit einer Platin-Schallplatte für über eine Million verkaufte Einheiten ausgezeichnet. Bereits am 7. Dezember 2015 erreichte die Single Gold-Status mit über 500.000 verkauften Einheiten. Für Koma ist es nach Wasted die zweite Single in den Vereinigten Staaten, die mindestens Gold-Status erreichte.

| Land/Region               | Auszeichnungen für Musikverkäufe (Land/Region, Auszeichnung, Verkäufe) | Verkäufe  |
| ------------------------- | ---------------------------------------------------------------------- | --------- |
| Australien (ARIA)         | Gold                                                                   | 35.000    |
| Brasilien (PMB)           | Gold                                                                   | 30.000    |
| Vereinigte Staaten (RIAA) | Platin                                                                 | 1.000.000 |
| Insgesamt                 | 2× Gold · 1× Platin ·                                                  | 1.065.000 |

Hauptartikel: Zedd/Auszeichnungen für Musikverkäufe

## Coverversionen
- 2012: SM the Performance[13]